# Machinae Supremacy
Machinae Supremacy è un gruppo musicale svedese, originario di Luleå, che combina i generi heavy metal, power metal e alternative rock con il chiptune. Hanno pubblicato un considerevole numero di brani per il download gratuito sul proprio sito web, con più di 100.000 scaricamenti al mese.
Il gruppo è noto principalmente per aver eseguito a Stoccolma, durante la tournée PLAY! A Video Game Symphony, alcune canzoni di videogiochi, tra cui il celebre brano Dancing Mad di Final Fantasy VI.

## Formazione
Attuale
- Robert "Gaz" Stjärnström – voce, chitarra ritmica (2000-)
- Jonas "Gibli" Rörling - voce, chitarra (2000-)
- Andreas "Gordon" Gerdin – tastiere, chitarra ritmica, basso elettrico (2000-)
- Niklas "Nicky" Karvonen – batteria (2009-)
- Tomi Luoma – chitarra ritmica (2013-)

Passata
- Kahl Hellmer – basso (2000-2005)
- Johan "Poe" Palovaara – basso (2005-2007)
- "Tobbe" – batteria (2000-2002)
- Tomas "Tom" Nilsén – batteria (2002-2009)
- Johan "Dezo" Hedlund – basso (2007-2011)

## Discografia
- 2004 – Deus Ex Machinae
- 2006 – Redeemer
- 2008 – Overworld
- 2010 – A View from the End of the World
- 2012 – Rise of a Digital Nation
- 2014 – Phantom Shadow
- 2016 – Into the Night World